# Saúl Fernández García
Saúl Fernández García est un footballeur espagnol né le 9 avril 1985 à Oviedo en Espagne. Il évoluait au poste de milieu de terrain

## Palmarès
- Deportivo La Corogne
  - Vainqueur de la Liga Adelante : 2012